# Глазов (Передняя Померания)
Гла́зов (нем. Glasow) — община в Германии, в земле Мекленбург-Передняя Померания.
Входит в состав района Иккер-Рандов. Подчиняется управлению Лёкниц-Пенкун. По данным 2009 года, население составляет 177 человек (в 2003-м — 217). Занимает площадь 15,45 км².
| Год  | Население |
| ---- | --------- |
| 1991 | 287       |
| 1995 | 261       |
| 2000 | 229       |
| 2005 | 188       |
| 2010 | 174       |